# Todo por un sueño
Todo por un sueño ("To Die For") es una película dirigida por Gus Van Sant en 1995. Adapta una novela de Joyce Maynard.

## Argumento
Suzanne Stone tiene como máximo sueño convertirse en una estrella como presentadora de televisión. Su primer peldaño en la escalada a la cima de la popularidad es un trabajo como mujer del tiempo en una cadena local, pero aspira a mucho más. Con la ayuda de los estudiantes Jimmy Emmett, Russell Hines y Lydia Mertz, empieza a rodar un documental sobre los jóvenes de los noventa. Su desmedida ambición le lleva a utilizar a los chicos para ejecutar un terrible plan: acabar con su marido, Larry  Maretto, un serio obstáculo para sus sueños de gloria. Pero cuando todo se descubre, la familia de Larry, por medio de un sicario, se venga de Suzanne.
La trama se basa en el caso real de Pamela Smart. 

## Canciones
Canciones incluidas en la banda sonora:
| Título               | Intérprete                      | Autor                                               |
| -------------------- | ------------------------------- | --------------------------------------------------- |
| Susie Q              | Nicole Kidman                   | Eleanor Broadwater, Dale Hawkins & Stanley J. Lewis |
| Nothing from nothing | Billy Preston                   | Billy Preston & Bruce Fisher                        |
| Godanginuta          | Keiko Nosaka & Sachiko Miyamoto |                                                     |
| Wasting away         | Nailbomb                        | Max Cavalera & Alex Newport                         |
| Wings of desire      | Strawpeople                     | Mark Tierney, Paul Casserly & Fiona McDonald        |
| Live it cool         | Lydia Rhodes                    | Junior Vasquez & Lydia Rhodes                       |
| Sweet Home Alabama   | Lynyrd Skynyrd                  | Edward King, Gary Rossington & Ronnie Van Zant      |
| All by myself        | Eric Carmen                     | Eric Carmen & Serguéi Rajmáninov                    |
| Season of the witch  | Donovan                         | Donovan Leitch                                      |